# 19656 Simpkins
19656 Simpkins è un asteroide della fascia principale. Scoperto nel 1999, presenta un'orbita caratterizzata da un semiasse maggiore pari a 2,3743232 UA e da un'eccentricità di 0,0887954, inclinata di 5,99812° rispetto all'eclittica.